# Hiroshi Kamiya
Hiroshi Kamiya (jap. 神谷 浩史 Kamiya Hiroshi, * 28. Januar 1975 in Matsudo, Präfektur Chiba), auch bekannt als HiroC oder Kamiyan, ist ein japanischer Synchronsprecher (Seiyū) und Sänger. Er steht bei der Agentur Aoni Production unter Vertrag.

## Werk
Kamiya erlangte Bekanntheit in Anime-Rollen wie Yūta Takemoto aus Honey and Clover (2005), Nozomu Itoshiki in Sayonara Zetsubō Sensei (2007) sowie Tieria Erde in Mobile Suit Gundam 00 (2007–2008). Später wirkte Kamiya in weiteren bekannten Rollen wie Kō Ichinomiya aus Arakawa under the Bridge, Levi aus Attack on Titan, Yato aus Noragami, Izaya Orihara aus Durarara!!, Seijūrō Akashi aus Kuroko no Basuke, Koyomi Araragi aus der Monogatari-Reihe, Trafalgar Law aus One Piece, Choromatsu Matsuno aus Osomatsu-san sowie Hiroomi Sōma aus Working!!
Neben Anime übt Kamiya seine Synchronsprechertätigkeit auch für Videospiele wie Final Fantasy X, Shin Megami Tensei IV und Castlevania: Lament of Innocence aus.

## Auszeichnungen
Für seine Synchronsprecherleistung in den bereits erwähnten Anime Mobile Suit Gundam 00 und Sayonara Zetsubō Sensei wurde Kamiya 2008 der Seiyu Award in der Kategorie „Bester Nebendarsteller“ verliehen. Im folgenden Jahr erhielt er dann den Seiyu Award als bester Hauptdarsteller für seine Rolle des Takashi Natsume in Natsume Yūjinchō / Pakt der Yokai. Außerdem wurde Kamiya bei diesen 3. Seiyu Awards in der Kategorie „Personality“ für seine Radiosendungen prämiert. In den Jahren 2012 bis 2016 gab es bei den Seiyu Awards auch einen Publikumspreis (Kategorie „Meiste Stimmen“), den Kamiya jedes Mal gewann, woraufhin er in die „Ruhmeshalle“ der Seiyu Awards aufgenommen wurde. Ebenso führte Kamiya bislang stets das jährliche Beliebtheits-Ranking der japanischen Webseite Charapedia an.

## Musiker
Zusammen mit seinem Synchronsprecherkollegen Daisuke Ono moderiert Kamiya eine Radiosendung namens Dear Girl Stories. Sowohl in Zusammenarbeit mit u. a. Ono (unter dem Namen „Masochistic Ono Band“ / „MOB“) als auch solo ist Kamiya zudem als Popmusiker tätig und hat zahlreiche Songs veröffentlicht sowie Konzerte gegeben. Er steuerte auch Titelsongs zu Anime wie Osomatsu-san, Prison School und Working!! bei und schuf zu vielen seiner Rollen Charaktersongs, die als Single oder Album erschienen.

## Filmografie (Auswahl)
- 1999: One Piece als Trafalgar Law
- 2003: Ultra Maniac als  Tetsuji Kaji
- 2004: Tsukuyomi – Moon Phase als Morioka Kōhei
- 2005: Honey and Clover als Yūta Takemoto
- 2006: Gakuen Heaven als Kaoru Saionji
- 2007: Sayonara Zetsubō Sensei als Nozomu Itoshiki
- 2007: Mobile Suit Gundam 00 als Tieria Erde
- 2008: Monochrome Factor als Kengo Asamura
- 2008: Natsume Yūjinchō als Takashi Natsume
- 2009: Monogatari-Reihe als Koyomi Araragi
- 2010: Angel Beats! als Yuzuru Otonashi
- 2010: Arakawa under the Bridge als Kō Ichinomiya
- 2010: Durarara!! als Izaya Orihara
- 2010: Working!! als Hiroomi Sōma
- 2011: Blue Exorcist als Mephisto Pheles
- 2011: Sekaiichi Hatsukoi als Yuu Yanase
- 2012: Kuroko no Basuke als Seijūrō Akashi
- 2013: Attack on Titan als Levi Ackermann
- 2013: Karneval als Gareki
- 2014: Noragami als Yato
- 2014: Haikyu!! als Ittetsu Takeda
- 2015: Dempa Kyōshi als Jun'ichirō Kagami
- 2015: Osomatsu-san als Choromatsu Matsuno
- 2015: Prison School als Kiyoshi Fujino
- 2016: Küss ihn, nicht mich! als Hayato Shinomiya
- 2016: The Great Passage als Masashi Nishioka
- 2016: Bungo Stray Dogs als Ranpo Edogawa
- 2017: Night is Short, Walk on Girl als Chef des Unifestivals
- 2020: Kakushigoto als Kakushi Gotō
- 2021: Life Lessons with Uramichi als Uramichi Omota
- 2021: Skate-Leading Stars als Reo Shinozaki
- 2022: Dragon Ball Super: Super Hero als Gamma 1

## Diskografie
- 2007: Say Your Name ~Dear Girl~ (Album, mit Daisuke Ono)
- 2009: Hare no Hi (Album mit der Single-Auskopplung My Diary)
- 2010: For Myself (Single)
- 2011: Harezora (Album)
- 2013: Hareiro (Album)
- 2014: Hareyon (Album)
- 2015: Haregō (Album)
- 2015: Hareroku (Album)
- 2016: Theater (Album)
- 2018: Toy Box (Album)